# غاري بايلي
غاري ريتشارد بايلي (ولد في 9 أغسطس 1958) هو لاعب كرة قدم سابق لعب ما يقرب من 300 مباراة في دوري كرة القدم كحارس مرمى لنادي مانشستر يونايتد. ولد في ايبسويتش، سوفولك، نشأ وترعرع في جنوب أفريقيا، لكنه مثل فئة منتخب إنجلترا .

## روابط خارجية
- غاري بايلي على موقع قاعدة بيانات كرة القدم.إي يو (الإنجليزية)
- غاري بايلي على موقع ناشيونال فوتبول تيمز (الإنجليزية)